# Додекаэдран
Додекаэдран представляет собой химическое соединение (C20H20), впервые синтезированное Лео Паке из Университета штата Огайо в 1982 году. В нём водород присоединен к додекаэдрическому каркасу из углерода. Это самый простой углеводород с полной икосаэдрической симметрией.
В молекуле каждая вершина представляет собой атом углерода, который связывается с тремя соседними атомами углерода. Угол 108 ° каждого регулярного пятиугольника близок к идеальному углу соединения 109,5 ° для sp3 гибридизованного атома. Каждый атом углерода также связан с атомом водорода. Молекула, как и фуллерен, имеет Ih-симметрию, о чём свидетельствует её протон-ЯМР-спектр, в котором все атомы водорода появляются при одном химическом сдвиге 3,38 м.д. Додекаэдран является одним из платоновых углеводородов наряду с кубаном и тетраэдраном, и не встречается в природе.

## История
На протяжении более 30 лет несколько исследовательских групп активно занимались полным синтезом додекаэдра. В обзорной статье, опубликованной в 1978 году, описаны различные стратегии, существовавшие до этого времени. Первая попытка была начата в 1964 году Р. Б. Вудвордом с синтеза соединения трихинацена, который, как считалось, мог просто димеризоваться в додекаэдран. В гонке также участвовали другие группы, например, Филиппа Итона и Поля фон Рагуэ Шлейера.
Группа Лео Пакетта в Университете штата Огайо первой добилась успеха благодаря сложному маршруту из 29 шагов, который в основном строит додекаэдральный скелет по одному кольцу за раз, и, наконец, закрывает последнюю дыру.
В 1987 году группа Хорста Принцбаха нашла более универсальный альтернативный путь синтеза. Шлейер придерживался аналогичного подхода в своем синтезе адамантана.
Следуя этой идее, совместные усилия команды Принцбаха и группы Шлейера увенчались успехом, но в лучшем случае получили только 8 % выход конечного продукта за все этапы. В последующее десятилетие группа значительно оптимизировала этот путь, чтобы додекаэдран можно было получать в мультиграммовых количествах. Новый маршрут также облегчил получение производных с выбранными заменами и ненасыщенными углерод-углеродными связями. Двумя существенными событиями были открытие σ-бисомароароматичности и образование фуллерена из высокобромированных видов додекаэдрана.

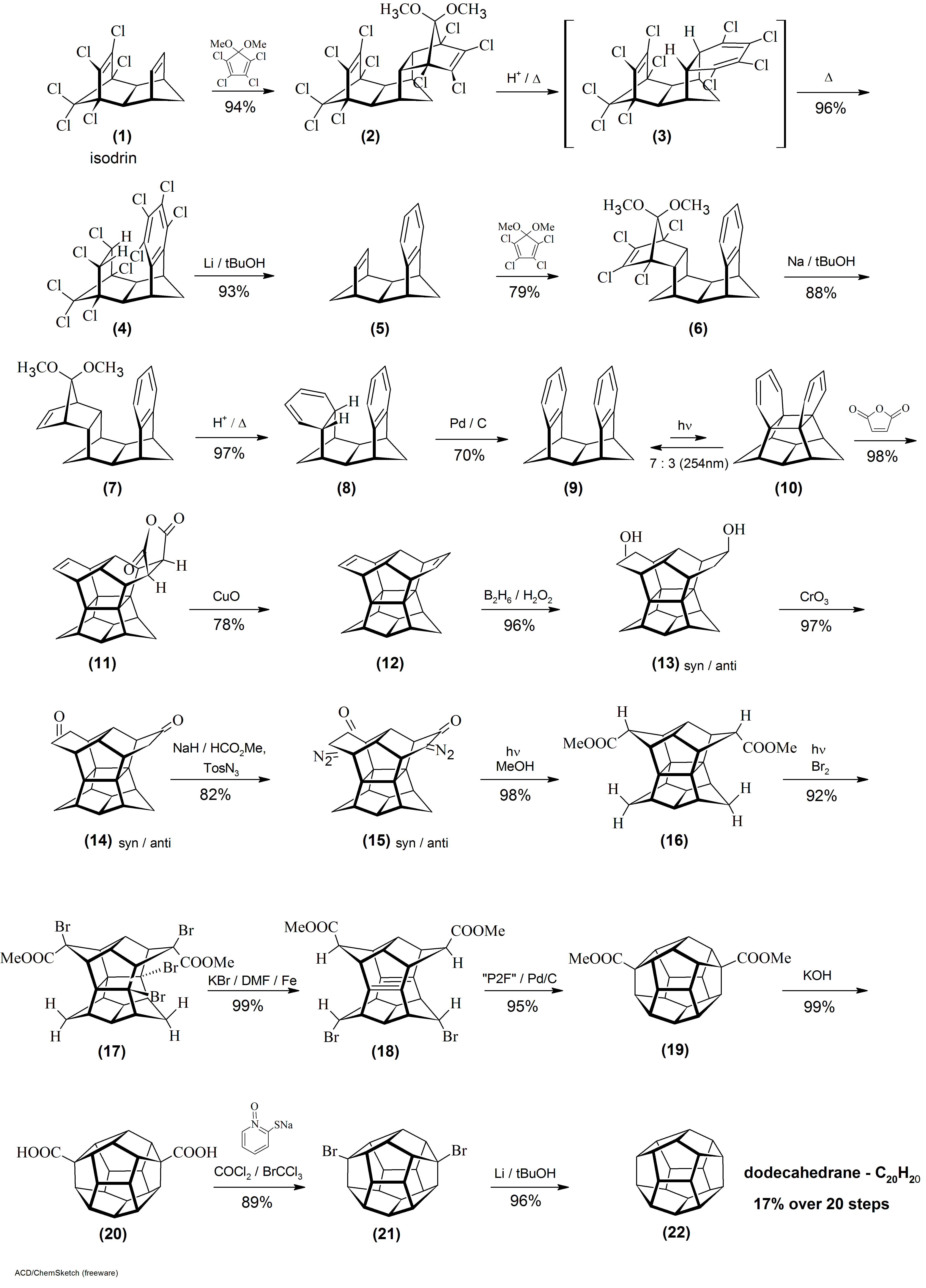
Оптимизированный путь синтеза додекаэдрана

## Применение
Каркас молекулы додекаэдрана образует замкнутую клетку, благодаря чему есть возможность инкапсулировать небольшие молекулы или атомы в пустоте внутри. Эти вставки не связаны химически с каркасом, а просто механически захвачены.
В 1999 году Кроссу, Сондерсу и Принцбаху удалось инкапсулировать атомы гелия в, стреляя ионами He+ в пленку из додекаэдрана. Они получили микрограммое количество He@C20H20 (где «@» — стандартное обозначение для инкапсуляции), которое они описали как довольно стабильное вещество. Молекула была описана как «самый маленький гелиевый шар в мире».